# 卡尔达哈
卡尔达哈（Khardaha），是印度西孟加拉邦North Twentyfour Parganas县的一个城镇。总人口116252（2001年）。

## 人口
该地2001年总人口116252人，其中男性61254人，女性54998人；0—6岁人口9416人，其中男4952人，女4464人；识字率81.00%，其中男性为83.01%，女性为78.76%。